# معركة واج روذ
معركة واج روذ معركة وقعت في 642 / 643 بين الخلافة الراشدة بقيادة نعيم بن مقرن والإمبراطورية الساسانية بقيادة موتا الديلمي وفرخزاد وإسفنديار والأرمني وارازتيروتس. تكبد الساسانيون في هذه المعركة خسائر فادحة من بينها مقتل وارازتيروتس.